# Lexique du roumain
Cet article traite de la composition du lexique roumain du point de vue de ses origines (fonds hérité et emprunts), des procédés de formation des mots et de l’emprunt de mots roumains par d’autres langues.
Le caractère roman du roumain se reflète non seulement dans sa structure grammaticale, mais aussi dans son lexique, par le nombre de mots hérités du latin et d’emprunts au français et à l’italien. Ce caractère se manifeste également par la ressemblance du roumain aux autres langues romanes quant à la formation des mots, la dérivation par des préfixes et des suffixes y étant beaucoup plus productive que la composition.

## Composition du lexique roumain
La première statistique concernant la composition du lexique roumain selon les langues dont il provient date du milieu du XXe siècle. Il a été effectué sur les 49 649 mots que contient un dictionnaire paru en 1958, et ses données sont les suivantes :
- 43 % – emprunts aux langues romanes occidentales (dont 38,40 % au français) ;
- 20 % – mots hérités du latin ;
- 11,5 % – emprunts aux langues slaves (vieux-slave, bulgare, serbe, ukrainien, russe) ;
- 3,60 % – emprunts au turc ;
- 2,40 % – emprunts au grec ;
- 2,17 % – emprunts au hongrois ;
- 2 % – emprunts à l’allemand.

Une statistique plus récente (fin des années 1980) est basée sur 2 581 mots choisi par des critères de fréquence, de richesse sémantique et de productivité, qui contient aussi des mots apparus sur le terrain du roumain même. Cette statistique donne les pourcentages suivants :
- 30,33 % – mots hérités du latin ;
- 22,12 % – emprunts au français ;

Composition du lexique roumain

- 15,26 % – emprunts au latin savant ;
- 9,18 % – emprunts au vieux-slave ;
- 3,95 % – emprunts à l’italien ;
- 3,91 % – mots formés en roumain ;
- 2,71 % – mots d’origine incertaine ;
- 2,6 % – emprunts au bulgare ;
- 2,47 % – emprunts à l’allemand ;
- 1,7 % – emprunts au grec ;
- 1,43 % – emprunts au hongrois ;
- 1,12 % – emprunts au russe ;
- 0,96 % – mots hérités du thrace/dace ;
- 0,85 % – emprunts au serbe ;
- 0,73 % – emprunts au turc ;
- 0,23 % – emprunts à l’ukrainien ;
- 0,19 % – onomatopées ;
- 0,19 % – emprunts au polonais ;
- 0,07 % – emprunts à l’anglais.

Il résulte de cette statistique que les mots d’origine latine et romane totalisent 71,66 %, ce qui correspond à peu près au fait que la similarité lexicale du roumain est de 77 % avec l’italien, de 75 % avec le français, de 74 % avec le sarde, de 73 % avec le catalan, de 72 % avec le portugais et le romanche, et de 71 % avec l’espagnol.
Il n’y a pas de statistiques postérieures à l'ouverture du « rideau de fer » (fin 1989): on ne sait donc pas quel pourcentage de mots d’origine anglaise il existe actuellement dans la langue. Il y en a pourtant beaucoup depuis 1990 dans les médias et dans le langage courant, appartenant surtout aux domaines commercial et technique. La plupart, tels mall « centre commercial » ou site « site web », n'ont pas été roumanisés comme les emprunts plus anciens dont tramvai « tramway » ou meci « match », et ont donc conservé leur graphie et prononciation anglaises ; certains ont été inclus tels quels dans le dictionnaire académique DEX 2009.

## Mots hérités du substrat
Selon la théorie la plus répandue, le substrat du roumain est le thraco-dace mais, comme la langue des Thraces et des Daces est très peu connue, on ne peut parler que de mots supposés avoir cette origine. Généralement, sont considérés comme d’origine thraco-dace les mots dont on est certain qu’ils ne viennent ni du latin ni du grec ancien ni du vieux-slave, qu’ils ne se sont pas formés en roumain, et qui ont un correspondant de la même origine indo-européenne en albanais. La référence à l’albanais est fondée sur son origine thrace, selon certains linguistes, ou d’une langue apparentée au thrace, l’illyrien, selon d’autres.
Les opinions sur le nombre de mots d’origine thraco-dace sont très diverses. Le plus petit nombre estimé est de 30, le plus grand – de 160. Selon Brâncuș 2005, 90 mots sont sûrement de cette origine, et 50 à 60 le sont probablement. Des vocables de cette catégorie toujours vivants et présents en roumain standard sont, par exemple, brânză « fromage », mal « rive », fluier « flûte », măgar « âne ».

## Mots hérités du latin
Le lexique de base du roumain est pour la plupart hérité du latin. Ce qui est révélateur à cet égard, c’est que 186 mots, soit 89,85  % des 207 mots que contient la liste Swadesh du roumain, sont d’origine latine. Il n’y a qu’environ 2000 mots hérités du latin, ce qui n’est pas beaucoup par rapport au lexique total de 150 000 mots environ, mais ces mots font la partie du segment le plus important du lexique. Y appartiennent presque tous les mots-outils et les numéraux cardinaux, ainsi que les adjectifs, les adverbes et les verbes ayant le sens le plus général. Du point de vue sémantique, ce fonds comprend des noms et des verbes appartenant à des domaines essentiels tels la famille, la parenté, le corps humain, l’habitation, l’alimentation, la nature, le temps, l’agriculture, l’élevage, les métiers ruraux, la religion.
Sur les 2000 mots, 500 sont communs avec toutes les autres langues romanes, mais certains seulement avec les langues de l’autre périphérie, celle du sud-ouest du territoire roman, par exemple equa > roumain iapă, espagnol yegua « jument »; formosus > roum. frumos, portugais formoso, esp. hermoso « beau ».
Parmi les mots communs avec les autres langues romanes il y en a aussi qui se sont conservés en roumain avec un sens à part : anima « âme » > inimă « cœur », vindicare « venger » > vindeca « guérir ».
Il y a une centaine de mots latins qui ne se sont conservés qu’en roumain, par exemple lingula > lingură « cuillère », ovem > oaie « mouton », placenta > plăcintă « galette ».

## Emprunts lexicaux

### Jusqu’auXIXesiècle

#### Emprunts slaves
La mesure de l’influence du superstrat slave sur le roumain est semblable à celle du superstrat germanique exercée sur le français ou sur l’italien.
Au Moyen Âge, la plus grande influence sur le roumain a été exercé par le vieux-slave, plus exactement le vieux-bulgare. Elle a commencé probablement au IXe siècle, après que les Slaves venus du Nord ont pénétré en Europe centrale et du Sud-Est. C’est à cette époque-là que sont entrés dans le roumain beaucoup de mots de presque tous les domaines sémantiques du lexique général, par exemple brazdă « sillon », a cosi « faucher », da « oui », drag « cher », glas « voix », a iubi « aimer », lopată « pelle », muncă « travail », nevoie « besoin », prieten « ami », etc.
Il y a non seulement des mots mais aussi des affixes lexicaux empruntés au slave, présents non seulement sur des mots de cette origine, mais aussi appliqués à des mots d’autres origines. Sont très fréquents, par exemple, parmi les préfixes, le négatif ne-, (nefericit « malheureux »), et parmi les suffixes, le formateur de gentilés du genre féminin -că: româncă « Roumaine ».
À côté de cette influence populaire, il y a eu aussi une influence slave savante, par l’intermédiaire du slavon d'église méridional, langue de l’église orthodoxe jusqu’au XVIIIe siècle. C’est pourquoi, dans le domaine de la religion, en plus des mots hérités du latin, il y a aussi des mots slaves, pour la plupart empruntés à leur tour au grec médiéval : iad « enfer », rai « paradis », sfânt « saint », etc. C’est également du slave que proviennent des mots du domaine de l’administration publique de la Valachie et de la Moldavie, mais qui ont été abandonnés à partir du XIXe siècle en même temps que les réalités qu’ils dénommaient.

#### Emprunts grecs
Des mots grecs sont entrés directement ou indirectement en roumain tout au long de l’histoire de cette langue, en quantités variables selon les périodes. Les plus anciens ont été empruntés par le latin parlé en Europe du Sud-Est et conservés en roumain, donc ils comptent pour des mots hérités du latin.
Plus tard, c’est par l’intermédiaire du slave que le roumain a emprunté au grec médiéval des mots du domaine de la religion et de l’administration, mais à la même époque, des mots grecs de la vie quotidienne aussi, tels cărămidă « brique » ou temelie « fondations » (d’un bâtiment) sont probablement venus directement du grec.
Beaucoup de Grecs se sont établis, à cause des conquêtes ottomanes, dans les principautés de Moldavie et de Valachie, puis, au XVIIIe siècle et au début du XIXe siècle, des Grecs de Constantinople (phanariotes) en sont devenus hospodars. À cette époque, le grec moderne est devenu langue de culture dans ces pays et d’autres mots de cette langue sont entrés en roumain, plutôt dans les variétés régionales qui y étaient parlées, et peu en ont été retenus par la langue standard actuelle, par exemple a irosi « gaspiller » ou politicos « poli ».
Plus tard, beaucoup de mots d’origine grecque ont été empruntés par l’intermédiaire du latin savant et des langues romanes occidentales, dont peu dans la langue de la vie quotidienne.

#### Emprunts hongrois
L’influence hongroise est due à la présence des Hongrois en Transylvanie, à partir du Xe siècle. Les mots empruntés au hongrois se groupent en deux catégories. Les plus anciens se sont répandus sur tout le territoire du roumain et se retrouvent relativement nombreux dans le standard aussi, alors que les plus récents ne sont présents que dans les parlers roumains de Transylvanie. Dans la première catégorie il y a des mots tels belșug « abondance », a cheltui « dépenser », chip « image », a făgădui « promettre », gazdă « hôte (qui reçoit) », gând « pensée », hotar « limite, confins », marfă « marchandise », meșteșug « art (de l’artisan) », oraș « ville », uriaș « géant », vamă « douane », viclean « rusé ». Il y a aussi des suffixes lexicaux hongrois appliqués à quelques mots d’une autre origine que hongroise : furt « vol » (le délit, nuance de sens neutre) → furtișag « vol » (nuance de sens diminutive et dépréciative), trup « corps » → trupeș « corpulent ».

#### Emprunts turcs
La situation de vassalité imposée au XVe siècle par l’Empire ottoman à la Valachie et à la Moldavie, qui a duré jusqu’au XIXe siècle, a favorisé l’entrée de mots turcs dans la langue roumaine, dont la plupart n’ont pas franchi les Carpates et, à l’époque moderne, beaucoup sont devenus des archaïsmes, mais une partie s’est conservée et entrée dans le lexique standard : cafea « café », capac « couvercle », cearșeaf « drap de lit », cutie « boîte », dușumea « plancher », papuc « pantoufle », etc..

#### Emprunts allemands
Des mots allemands ont commencé à pénétrer en roumain au XIIe siècle, lorsque les rois de Hongrie ont colonisé en Transylvanie des germanophones appelés Saxons. La diffusion de la plupart de ces mots s’est limitée aux parlers roumains de cette région, mais un certain nombre de mots allemands s’est répandu sur tout le territoire de la langue roumaine. Le lexique standard en retient, par exemple, a căptuși « doubler » (un vêtement), roabă « brouette », șold « hanche ».
Une autre vague d’emprunts a été occasionnée par l’incorporation de la Transylvanie et du Banat dans la Monarchie de Habsbourg et par la colonisation dans cette région, au XVIIIe siècle, d’autres germanophones, appelés Souabes. De nombreux mots de l’allemand autrichien sont restés dans les parlers, mais certains ont pénétré dans le standard : a muștrului « instruire sévèrement, réprimander » (terme militaire à l’origine), chiflă « petit pain », șnur « cordonnet », cămară « resserre ».

### À partir duXIXesiècle
Au XIXe siècle, la société roumaine commence à se moderniser sous l’influence de l’Europe de l'Ouest, phénomène dont l’un des corollaires est l’emprunt massif de mots, surtout français, latins savants et italiens. Souvent, on ne peut pas établir de laquelle de ces langues provient tel ou tel mot. Par exemple, belicos peut avoir comme étymon lat. bellicosus, ital. bellicoso ou fr. belliqueux.
- Le français a fourni au roumain non seulement des noms, des adjectifs et des verbes (afiș, avion, birou < bureau, pireu < purée, infatigabil, a exploata), mais aussi quelques adverbes : deja, vizavi.
- Au latin on a emprunté, entre autres : fabulă « fable », familie « famille », literă « lettre (caractère) », rege « roi », tezaur « trésor ».
- De l’italien il y a des mots tels capodoperă « chef-d’œuvre », contabil « comptable », stagiune « stagion », traumă « traumatisme (psychique) ».

Surtout à partir du XIXe, beaucoup de mots slaves, grecs et turcs sont tombés en désuétude, étant remplacés par des mots latins savants et romans occidentaux. Par exemple, le mot slave signifiant « fruit », rod, a reçu un synonyme latin savant, fruct, ce qui fait que rod n’est plus utilisé qu’au sens figuré et, de plus, est senti comme désuet. D’autres synonymes sont utilisés à peu près de façon égale, par exemple iad – infern « enfer », rai – paradis.
Il est même arrivé que des mots latins entrent pour la deuxième fois dans la langue, parfois avec le même sens. Par exemple, le mot signifiant « fraternel » existait déjà en roumain sous la forme frățesc (dérivé de frate < lat. frater « frère ») mais on a adopté aussi fratern. Entre les deux mots il n’y a qu’une différence de registre de langue : le premier est courant, le second soutenu. Dans d’autres cas, le mot latin emprunté a un autre sens que le mot hérité. Un exemple commun au roumain et au français : le mot latin directus a donné à l’époque de la formation du roumain drept « droit », alors que le mot emprunté direct a le même sens qu’en français.
Il y a aussi des cas où la langue a adopté, à côté d’un mot hérité, un dérivé formé dans une langue romane à partir de l’étymon du mot de base :
- lat. aqua > roumain apă « eau » – lat. aquaticus / français « aquatique » > roum. acvatic ;
- lat. audire > roum. auzi « entendre » – fr. « auditif » / italien auditive > auditiv ;
- lat. frigus > roum. frig « froid » – lat. frigidus / fr. « frigide » > roum. frigid ;
- lat. oculus > roum. ochi « œil » – lat. ocularius / fr. « oculaire » > roum. ocular ;
- lat. tacere > roum. a tăcea « (se) taire » – lat. tacitus / fr. « tacite » > roum. tacite.

L’allemand a continué d’enrichir le lexique roumain à l’époque contemporaine surtout par des mots de divers domaines techniques : bliț « flash photographique », bormașină « perceuse », ștecăr « fiche électrique mâle ».
Au XXIe siècle, les mots nouveaux viennent surtout de l’anglais. Leur degré divers d'intégration prouve qu’ils sont entrés plus ou moins récemment dans la langue.
Les mots anglais empruntés à une époque plus éloignée se prononcent et s’écrivent à la roumaine : blugi « blue-jean », gem « confiture », interviu « interview », lider « dirigeant », meci « match ».
Les emprunts plus récents se prononcent et s'écrivent comme dans la langue d'origine (cow-boy, fair-play, jazz, hobby, management, manager, marketing, mass-media, week-end) mais on leur attribue un genre, un article défini et des désinences selon les règles du roumain : managerul « le directeur », cowboy-ului « au/du cow-boy », mass-mediei « aux/des médias ».
La perméabilité aux emprunts est l’une des causes de la richesse du roumain en synonymes. Un bon exemple de cette caractéristique est la traduction en trois variantes de l’article premier de la Déclaration universelle des droits de l'homme :
| Text actuel, officiel, avec beaucoup de mots d'origine française et italienne (en gras) | Seulement avec des mots hérités du latin | Avec le plus possible de mots d’origine slave (en gras) | Texte français |
| --- | --- | --- | --- |
| Toate ființele umane se nasc libere și egale în demnitate și în drepturi. Ele sunt înzestrate cu rațiune și conștiință și trebuie să se comporte unele față de altele în spiritul fraternității. | Toate ființele omenești se nasc nesupuse și asemenea în prețuire și în drepturi. Ele sunt înzestrate cu cuget și înțelegere și se cuvine să se poarte unele față de altele după firea frăției. | Toate ființele omenești se nasc slobode și deopotrivă în destoinicie și în drepturi. Ele sunt înzestrate cu cuget și înțelegere și trebuie să se poarte unele față de altele în duhul frăției. | Tous les êtres humains naissent libres et égaux en dignité et en droits. Ils sont doués de raison et de conscience et doivent agir les uns envers les autres dans un esprit de fraternité. |

## Calques
Par le procédé du calque, le lexique roumain s’enrichit en attribuant des sens nouveaux à un mot déjà existant dans la langue, sous l’influence des sens d’un mot étranger. Par exemple, le mot cerc a pris des sens figurés du mot français « cercle », dont « groupe de personnes liées entre elles par des intérêts communs, par des relations de parenté ou d’amitié ».
Ce procédé aussi a engendré des paires de synonymes. Par exemple, « extincteur » correspond à deux mots roumains : l’emprunt extinctor et le calque stingător.
Dans d’autres cas, ce n’est pas un mot qui a acquis un sens nouveau, mais c’est un mot composé qui s’est formé avec un sens emprunté. Parfois, les composants d’un tel mot sont tous les deux roumains (locțiitor « remplaçant », d’après fr. lieutenant ; nou-născut, d’après fr. « nouveau-né »), d’autres fois, l’un des composants est étranger, l’autre autochtone : sub (autochtone) + estima (français) → a subestima « sous-estimer » ; scurt (autochtone) + circuit (français) → scurtcircuit « court-circuit ».

## Formation de mots
En roumain, la dérivation est le procédé de formation de mots le plus fréquent, la composition l’étant beaucoup moins.

### Dérivation

#### Suffixes
La dérivation avec des suffixes est le plus fréquent en roumain. Il y a environ 500 suffixes lexicaux. Il arrive souvent des modifications phonétiques dans les mots auxquels ils sont ajoutés.
Du point de vue du sens des mots dérivés, on peut distinguer des suffixes :
- augmentatifs : băiat « garçon » → băietan « grand garçon », piatră « pierre » → pietroi « grosse pierre » ;
- diminutifs : copil « enfant » → copilaș « petit enfant », ramură « branche » → rămurea « branchette », aripă « aile » → aripioară « ailette », vițel « veau » → vițeluș « petit veau », casă « maison » → căsuță « maisonnette », urs « ours » → ursuleț « ourson », brad « sapin » → brăduț « petit sapin » ;
- formateurs de noms d’agent : moară « moulin » → morar « meunier », căruță « charrette » → căruțaș « charretier », camion → camionagiu « chauffeur de camion », a munci « travailler » → muncitor « travailleur, ouvrier » ;
- formateurs de noms abstraits : singur « seul » → singurătate « solitude », om « homme » > omenie « humanité » (qualité), a plictisi « ennuyer » → plictiseală « ennui », cuteza « oser » → cutezanță « audace », isteț « astucieux » → istețime « astuce » (qualité) ;
- formateurs de noms collectifs : fag « hêtre » → făget « hêtraie », muncitor « travailleur, ouvrier » → muncitorime « monde ouvrier », stejar « chêne » → stejăriș « chênaie », porumb « maïs » → porumbiște « champ de maïs’.

D’un point de vue lexico-grammatical, il y a des suffixes qui changent la nature du mot :
- formateurs de noms : a ajuta « aider » → ajutor « aide » ;
- formateurs d’adjectifs : părinte « parent » → părintesc « parental », aur « or » → auriu « doré » (couleur), inel « anneau » → inelar « annulaire », argilă « argile » → argilos « argileux » ;
- formateurs d’adverbes : român « roumain » → românește « en roumain », a se târî « ramper » > târâș « en rampant » ;
- formateurs de verbes : brazdă « sillon » → a brăzda « sillonner », prost « sot » → a se prosti « devenir sot, se comporter comme un sot », român « roumain » → româniza « roumaniser », bici « fouet » → a biciui « fouetter ».

#### Préfixes
En roumain il y a beaucoup moins de préfixes que de suffixes (80 environ). Exemples de dérivation préfixale :
- verbe → verbe : dez- + a moșteni « hériter » → a dezmoșteni « déshériter » ;
- nom → nom : stră- + moș « vieillard » → strămoș « aïeul ».

#### Parasynthèse
Par parasynthèse on ajoute à un mot un préfixe et un suffixe à la fois : în- + bătrân « vieux » + -i → a îmbătrâni « vieillir », ne- + rușine « honte » + -at → nerușinat « éhonté ».

#### Dérivation régressive
Par dérivation régressive on forme des mots en ôtant la terminaison d’un autre mot. Cette terminaison peut être :
- un suffixe lexical : auzi « entendre » → auz « ouïe » ;
- une désinence faussement interprétée comme suffixe lexical ; c’est ainsi que sont formés presque tous les noms d’arbres et d’arbustes fruitiers, à partir des noms de fruits : nucă « noix » → nuc « noyer », coacăză « groseille » → coacăz « groseillier ».

### Composition
Les mots composés sont, en roumain, à l’instar des autres langues romanes, moins nombreux, d’un côté par rapport aux mots dérivés dans ces mêmes langues, d’un autre côté par rapport aux mots composés dans des langues comme l’allemand ou le hongrois.
Comme les mots composés sont des syntagmes, voire parfois des phrases à l’origine, on peut les classer selon la nature du rapport syntaxique qui reliait leurs éléments. Ainsi y a-t-il des mots formés par :
- subordination :
  - épithète + nom ou nom + épithète : botgros « gros-bec » (littéralement « museau épais »), rea-credință « mauvaise foi », Valea Călugărească (nom de localité, litt. « la vallée monacale ») ;
  - nom + complément : floare-de-colț « immortelle des neiges, edelweiss » (litt. « fleur de coin »), clarvăzător « clair-voyant » ;
  - verbe + complément : încurcă-lume « mouche de coche » (litt. « embrouille-monde »), fluieră-vânt « désœuvré, oisif » (litt. « siffle-vent »), vino-ncoace « attrait (sexuel) » (litt. « viens-ici ») ;
  - verbe + proposition subordonnée complément : lasă-mă-să-te-las « indolent, je-m’en-foutiste » (litt. « laisse-moi pour que je te laisse »).

- coordination :
  - par juxtaposition : locotenent-colonel « lieutenant-colonel », social-economic « socio-économique », Sângeorz-Băi (nom de localité, litt. « Saint-Georges-Bains »);
  - par une conjonction – des nombres : treizeci și cinci « trente-cinq », optzeci și doi « quatre-vingt-deux ».

Comme on peut le voir, les mots composés roumains peuvent s’écrire de trois façons : en un seul mot (botgros), avec un trait d'union (rea-credință) ou en mots séparés (treizeci și cinci), selon des règles assez compliquées.

## Mots roumains dans d’autres langues
On peut parler non seulement de l’influence d’autres langues sur le roumain mais aussi, dans une moindre mesure, de mots roumains empruntés par d’autres langues.
Ce sont tout d’abord les parlers des minorités nationales et des ethnies vivant en Roumanie qui ont emprunté des mots roumains, mais il y en a aussi dans les langues de tous les pays voisins. Certains de ces mots sont présents également dans les langues de pays non voisins, où ils ont pu entrer indirectement. La plupart des mots roumains se retrouvent dans les parlers hongrois de Transylvanie et surtout dans ceux de Moldavie. Sala 1989 en compte quelque 2000, mais selon Gerstner 2006 il n’y en a que quelques centaines. Dans les parlers ukrainiens il y en aurait quelques centaines et dans les polonais – une centaine, etc. Cependant, très peu de mots roumains sont présents dans les langues standard correspondantes, par exemple une douzaine en hongrois.
La cause principale des influences réciproques est la cohabitation sur le même territoire ou le voisinage. Une autre est l’ancienne occupation spécifique des Roumains, l'élevage ovin par transhumance, qui les a menés jusqu’en Bohême. Des facteurs politiques ont également contribué aux influences réciproques : l’État bulgaro-valaque existant aux XIIe et XIIIe siècles, la vassalité à l’Empire ottoman (XVe au XIXe siècle), la présence de révolutionnaires bulgares réfugiés dans les Principautés roumaines au XIXe siècle.
Ce sont des mots du domaine de l’élevage qui ont pénétré en plus grand nombre dans d’autres langues : plus de 200 en hongrois, 25 en slovaque. C’est le cas, par exemple, du mot brânză « fromage », passé directement dans des langues de peuples voisins et, par l’intermédiaire de celles-ci, dans des langues plus lointaines aussi. On le trouve en slovaque (bryndza), en tchèque (brynza), en polonais (bryndza), en ukrainien (бринза), en russe (брынза), en biélorusse (брынза), en yiddish (ברינזע brinze), mais aussi en estonien (brõnsa) et en allemand (Brimsen). Il est toutefois à noter que le mot roumain est, tout comme le mot français « fromage », un terme collectif pour tout type de fromage, alors que dans les autres langues il désigne un fromage de brebis fermenté et salé. En slovaque, le mot a donné plusieurs dérivés : bryndzový « au fromage, de fromage », bryndziareň « fromagerie », bryndziarský « fromager » (se référant à l’industrie qui produit ce fromage), bryndzovník « gâteau au fromage » (fait avec ce fromage). Par règlementation de la Commission européenne, le mot est entré dans une appellation d'origine protégée (bryndza podhalańska, ce type de fromage produit dans la région polonaise de Podhale) et dans une indication géographique protégée (slovenská bryndza, ce type de fromage produit en Slovaquie).
Voici quelques autres mots roumains qui se retrouvent dans plusieurs langues :
| Roumain                | Bulgare     | Grec            | Polonais | Macédonien | Hongrois   | Serbe               | Turc |
| ---------------------- | ----------- | --------------- | -------- | ---------- | ---------- | ------------------- | ---- |
| fluier « flûte »       |             | φλογέρα flouéra | fujarka  |            | furulya    | фрула froula        |      |
| masă « table »         | маса masa   |                 |          | маса       |            |                     | masa |
| gușă « jabot, goître » | гуша goucha | γκούσα gousa    |          | гуша       |            |                     |      |
| plăcintă « galette »   |             |                 |          |            | palacsinta | палачинка palačinka |      |

Deux autres mots empruntés par le serbe : бешика bešika < bășică « vessie », паун paun < păun « paon ».
D’autres mots empruntés par le hongrois : áfonya < afină « myrtille », ficsúr « dandy » < fecior « gars », « tokány » < tocană « ragoût ».
Le bulgare est la seule langue qui a emprunté, à côté de mots roumains proprement dits (гуша < gușă « jabot », « goître », мамалига mamaliga < mămăligă « polenta » et маса masa < masă « table »), des mots des langues romanes occidentales par l’intermédiaire du roumain : абонамент abonament < abonament « abonnement », абонат abonat < abonat « abonné », албум album < album, булевард bulevard < bulevard « boulevard », класа klasa < clasă « classe », визита vizita < vizită « visite » et вот vot < vot « vote ».
Le français n’a pratiquement pas emprunté de mots au roumain. Le seul qui figure dans le Trésor de la langue française informatisé comme emprunté au roumain est mamaliga. Il y a trois mots roumains qui ne sont utilisés que par l'écrivain Raymond Queneau, dans son roman Pierrot mon ami : « mitocan » < mitocan « malotru », « mocofan » < mocofan « nigaud » et « badaran » < bădăran « voyou ».

## Sources bibliographiques
- (ro) Arvinte, Vasile, Raporturile lingvistice germano-române [« Les rapports langagiers germano-roumains »], Anuar de lingvistică și istorie literară [« Annuaire de linguistique et d’histoire littéraire »], 19e année, Iași, 1968, pp. 13-27 (consulté le 23 février 2023)
- (ro) Brâncuș, Grigore, Introducere în istoria limbii române I [« Introduction à l’histoire du roumain »], 1er vol., 2de édition, Bucarest, Editura Fundației România de Mâine, 2005  (ISBN 973-725-219-5) (consulté le 28 mai 2017)
- Constantinescu-Dobridor, Gheorghe, Mic dicționar de terminologie lingvistică [« Petit dictionnaire de terminologie linguistique »], Bucarest, Albatros, 1980
- (ro) Dicționare ale limbii române [« Dictionnaires de la langue roumaine »] (Dexonline) (consulté le 28 mai 2017)
- (de) Dama, Hans, Lexikale Einflüsse im Rumänischen aus dem österreichischen Deutsch [« Influences lexicales de l’allemand autrichien sur le roumain »], Philologica Jassyensia, 2e année, no 1, 2006, pp. 105-110 (consulté le 23 février 2023)
- (hu) Gerstner, Károly, A magyar nyelv szókészlete [« Lexique du hongrois »], Kiefer, Ferenc (dir.), Magyar nyelv [« Langue hongroise »], Budapest, Akadémiai Kiadó, 2006,  (ISBN 963-05-8324-0), pp. 437-480
- (ro) Hristea, Theodor, Calcul lingvistic ca procedeu de îmbogățire a vocabularului [« Le calque linguistique en tant que procédé d’enrichissement du lexique »], Dominte, Constantin (dir.), Introducere în teoria lingvistică. Antologie pentru Seminarul de Teorie a Limbii [« Introduction à la théorie linguistique. Anthologie pour le Séminaire de théorie de la langue »], Université de Bucarest, 2003a (consulté le 28 mai 2017)
- (ro) Hristea, Theodor, Procedee interne de îmbogățire a vocabularului [« Procédés internes d’enrichissement du lexique »]. Dominte, Constantin (dir.). Introducere în teoria lingvistică. Antologie pentru Seminarul de Teorie a Limbii [« Introduction à la théorie linguistique. Anthologie pour le Séminaire de théorie de la langue »], Université de Bucarest, 2003b (consulté le 23 février 2023)
- (ru) Loukht, L. I. et Naroumov, B. P., Румынский язык [« Langue roumaine »], Tchélychéva, I. I., Naroumov, B. P. et Romanova, O. I. (dir.). Языки мира. Романские языки [« Les langues du monde. Les langues romanes »], Moscou, Academia, 2001, pp. 574-635,  (ISBN 5-87444-016-X)
- (ro) Macrea, Dimitrie, Originea și structura limbii române [« Origine et structure du roumain »], Probleme de lingvistică română [« Problèmes de linguistique roumaine »], Bucarest, Editura Științifică, 1961, pp. 7-45
- Queneau, Raymond, Pierrot mon ami, Gallimard, 1945 ; sur Internet : Pierrot mon ami, Scribd. (consulté le 28 mai 2017)
- (en) Pană Dindelegan, Gabriela, The Grammar of Romanian [« Grammaire du roumain »] Oxford, Oxford University Press, 2013,  (ISBN 978-0-19-964492-6) (consulté le 28 mai 2017)
- (ro) Sala, Marius (dir.), Enciclopedia limbilor romanice [« Encyclopédie des langues romanes »], Bucarest, Editura Științifică și Enciclopedică, 1989  (ISBN 973-29-0043-1)
- (ro) Sala, Marius (dir.), Vocabularul reprezentativ al limbilor romanice [« Le lexique représentatif des langues romanes »], Bucarest, Editura Științifică și Enciclopedică, 1988